# Potencial d'escalfament global
El potencial d'escalfament global (PEG), anomenat també en anglès global warming potential (GWP), és una mesura de quant s'estima que una massa donada de gas amb efecte d'hivernacle contribueix a l'escalfament global. És una escala relativa que compara el gas en qüestió amb la mateixa massa de diòxid de carboni (el PEG del qual és per definició 1). Un PEG es calcula durant un interval de temps específic i el valor d'aquest ha de ser manifestat quan un PEG se cita, ja que en cas contrari el valor manca de sentit.
Igual que el forçament radiatiu, proporciona un mitjà simplificat per comparar els diversos factors que es creuen influeixen en el sistema climàtic, els potencials d'escalfament global (PEG) són un tipus d'índex simplificat basats en les propietats radiatives que es poden emprar per calcular en un sentit relatiu els potencials impactes futurs degut a les emissions de diferents gasos en el clima.
El PEG es basa en un nombre de factors, incloent l'eficiència radiativa (capacitat d'absorció de calor) de cada gas relativa a la del diòxid de carboni, així com l'índex de caiguda de cada gas (la quantitat eliminada de l'atmosfera en un nombre determinat d'anys) relativa a la del diòxid de carboni.

## Càlcul
El Grup Intergovernamental d'Experts sobre el Canvi Climàtic (GIECC), en anglès Intergovernmental Panel on Climate Change (IPCC) proporciona els valors generalment acceptats pel PEG, els quals van canviant lleugerament entre els diferents informes, degut a l'eliminació d'incerteses. La definició exacta de com es calcula el PEG es troba al Quart informe d'Avaluació (AR4) del GIECC publicat el 2007. El PEG es defineix com la ràtio de la integral en el temps del forçament radiatiu a partir de l'alliberament instantani d'1 kg d'una substància traça amb relació a la d'1 kg d'un gas de referència
A on: 
- {\displaystyle TH} és l'interval temporal sobre el qual es considera el càlcul
- {\displaystyle a_{x}} és l'eficiència radiativa o forçament radiatiu deguda a l'increment de l'abundància atmosfèrica de la substància. (i.e., Wm-2 kg-1)
- {\displaystyle [x(t)]} és la dependència en el temps de la disminució de la substància seguint una alliberació instantània a t=0.
- El denominador conté les quantitats corresponents per al gas de referència (i.e. CO₂).
- Les eficiències radiatives {\displaystyle a_{x}(t)} i {\displaystyle a_{r}(t)} no són necessàriament constants en el temps.

Mentre que l'absorció de radiació infraroja per molts gasos hivernacle varia linealment amb la seva concentració, per a alguns altres força importants (p. ex., CO₂, CH₄ i N₂O) mostren comportaments no lineals per les actuals i probables abundàncies futures. Per a aquests gasos, el forçament radiatiu relatiu dependrà de la seva abundància i, per tant, de l'escenari futur adoptat.
Cal assenyalar que, com que tots els càlculs del PEG es fan comparant amb el CO₂, que és no lineal, provoca que tots els valors del PEG es vegin afectats. Assumint altrament que el CO₂ té un comportament lineal com es fa més damunt ens portà a uns valors de PEG més baixos dels que ens donaria una aproximació més detallada.

### Ús en Protocol de Kyoto
Sota el Protocol de Kioto, la Conferència de les Parts va decidir (decisió 2/CP.3) que els valors de PEG calculats en el segon informe d'avaluació del GIECC s'han d'utilitzar per convertir les diverses emissions de gasos hivernacle en equivalents de CO₂ comparables quan es calculin les seves fonts i embornals globals.

## Importància de l'horitzó de temps
Cal notar que el PEG d'una substància depèn de l'interval temporal sobre el qual es calcula el potencial. Un gas que s'elimina ràpidament de l'atmosfera i que té al començament un efecte gran, en períodes llargs es converteix en menys important. Així el metà té un potencial de 72 en un interval temporal de 20 anys i de 25 en un de 100 anys i per contra un gas de vida llarga com l'hexafluorur de sofre augmenta el seu PEG de 16.300 en un període de 20 anys a un PEG de 22.800 en un termini de 100 anys. El valor de PEG depèn de com decau la concentració de gas gradualment en l'atmosfera. Això sovint no és conegut amb precisió i per això els valors del PEG no s'han de considerar exactes. Per aquesta raó quan citant un PEG és important donar una referència al càlcul. Normalment el més emprat pels diferents reguladors és un termini de 100 anys.
Cal també destacar que el PEG per a una mescla de gasos no pot ser determinat a partir dels PEG dels gasos component per cap fórmula d'addició lineal simple.

## Valors
El diòxid de carboni té un PEG d'exactament 1 (ja que és la unitat de línia de base amb què es comparen tots els altres gasos hivernacle.)
| Gas                      | Vida mitjana (anys) | PEG horitzo temporal | PEG horitzo temporal | PEG horitzo temporal |
| ------------------------ | ------------------- | -------------------- | -------------------- | -------------------- |
| Gas                      | Vida mitjana (anys) | 20 anys              | 100 anys             | 500 anys             |
| Metà                     | 12                  | 72                   | 25                   | 7.6                  |
| Òxid de dinitrogen       | 114                 | 310                  | 298                  | 153                  |
| CFC-12 (Freó-12)         | 100                 | 8100                 | 11000                | 10900                |
| HFC-23 (fluorocarboni)   | 270                 | 12000                | 14800                | 12200                |
| HFC-134a (fluorocarboni) | 14                  | 3830                 | 1430                 | 435                  |
| Hexafluorur de sofre     | 3200                | 16300                | 22800                | 32600                |

Per al vapor d'aigua no se sol calcular el PEG encara que el vapor d'aigua té una influència significativa pel que fa a l'absorció de la radiació infraroja; tanmateix la seva concentració en l'atmosfera depèn principalment de la temperatura de l'aire. Com no hi ha cap possibilitat per influir directament en la concentració de vapor d'aigua a l'atmosfera, el PEG per a vapor d'aigua no es compta; vegi gas amb efecte d'hivernacle.